# Picoa melospora
Picoa melospora är en svampart som beskrevs av G. Moreno, J. Díez & Manjón 2000. Picoa melospora ingår i släktet Picoa, ordningen skålsvampar, klassen Pezizomycetes, divisionen sporsäcksvampar och riket svampar.   Inga underarter finns listade i Catalogue of Life.